# Free Fire World Series
Free Fire World Series (viết tắt là FFWS) là giải đấu thể thao điện tử bộ môn Free Fire cấp độ quốc tế được tổ chức hai lần một năm bởi Garena bắt đầu từ năm 2019 với tên gọi đầu tiên là Free Fire World Cup 2019. Từ năm 2020, giải đấu chính thức bắt đầu lấy tên Free Fire World Series. Năm 2021, FFWS trở thành sự kiện thể thao điện tử được xem nhiều nhất trong lịch sử với hơn 5,4 triệu người xem đỉnh điểm.

## Thể thức
Free Fire World Series sử dụng chế độ Squad Battle Royale trong game Free Fire. 48 người chơi (12 đội, mỗi đội có 4 người chơi) được thả dù xuống một hòn đảo. Người chơi phải tìm kiếm vũ khí, mũ giáp các vật phẩm khác để sinh tồn cho đến cuối cùng. Người chơi có thể hạ gục những người chơi khác bằng vũ khí họ thu thập được. Đội cuối cùng sống sót sẽ giành chiến thắng.Các đội nhận được điểm dựa trên số mạng hạ gục và thứ hạng sống sót.

## Lịch sử
Free Fire World Series 2019 là giải đấu đầu tiên mang tên Free Fire World Series (FFWS) và là giải đấu quốc tế thứ hai của bộ môn thể thao điện tử Free Fire được tổ chức tại Rio de Janeiro, Brazil. Tổng cộng có 12 đội tuyển tham gia giải đấu với tổng giải thưởng là 400.000 USD, diễn ra trong ngày 16 tháng 11 năm 2019 với hình thức thi đấu trực tiếp do Garena tổ chức. Đội tuyển Corinthians đến từ Brasil là nhà vô địch của giải đấu. FFWS 2019 thu hút hơn 1,9 triệu người xem trong cùng một thời điểm.
Do đại dịch COVID-19, Free Fire World Series 2020 đã được thay thế bằng các giải đấu Free Fire Continental được tổ chức vào ngày 19 tháng 4. Free Fire Continental Series được tổ chức thành 3 giải đấu riêng biệt dành cho Châu Á, EMEA và Châu Mỹ. FFWS 2020 được phát trực tiếp trên YouTube và đạt lượt xem cao nhất là hơn 1,5 triệu. Ở mỗi khu vực, có tổng cộng 18 đội tranh tài để giành tổng giải thưởng trị giá 300.000 USD. Nhà vô địch của khu vực Châu Á là EXP Esports, khu vực EMEA là Sbornaya Chr và khu vực Châu Mỹ là Team Liquid.
2021, Garena tổ chức giải đấu Free Fire World Series với tổng giải thưởng là 2.000.000 USD và được diễn ra trong 3 ngày từ ngày 28 tháng 5 đến ngày 30 tháng 5. Trận trung kết diển ra tại Marina Bay Sands, Singapore. Có tổng cộng 18 đội tuyển tham gia tranh tài. Phoenix Force đến từ Thái Lan là nhà vô địch của giải đấu. FFWS 2021 đã trở thành sự kiện thể thao điện tử được xem nhiều nhất trong lịch sử với hơn 5,4 triệu người xem đỉnh điểm.
Free Fire World Series 2022 Sentosa được tổ chức tại Sentosa, Singapore từ ngày 14 tháng 5 đến ngày 21 tháng 5 năm 2022. Đây cũng là giải đấu có số tiền thưởng kỷ lục từ trước đến nay của tựa game là 2.000.000 USD. Khu vực Ấn Độ không thể tham gia FFWS 2022 do lệnh cấm tựa game Free Fire tại khu vực Ấn Độ và Bangladesh, tương tự đối với khu vực Đông Âu do tình hình chiến tranh. Attack All Around đã giành được chức vô địch của giải đấu. FFWS 2022 Sentosa chỉ thu hút được 1,4 triệu người xem trực tiếp trong cùng một thời điểm, giảm mạnh so với năm 2021.
Free Fire World Series 2022 Bangkok được diễn ra tại Băng Cốc, Thái Lan. Tổng cộng sẽ có 12 đội tuyển tham dự vòng chung kết (với 4 đội trong 9 đội lấy từ vòng play-in) với quy mô giải thưởng lên tới 2.000.000 USD, bắt đầu diễn ra từ ngày 25 đến ngày 26 tháng 11 năm 2022. EVOS Phoenix lần thứ hai lên ngôi tại một giải đấu FFWS.
FFWS 2023 diễn ra tại Bangkok, Thái Lan, có tổng cộng 18 đội và tổng giải thưởng lên tới 1 triệu USD. Các đội tham dự bao gồm ba đội đến từ Brazil, Indonesia, Thái Lan và Việt Nam, và 1 đội đến từ Argentina, Mexico, Colombia, Pakistan, Maroc và Malaysia. Đội tuyển Magic Squad đến từ Brazil đã giành chức vô địch. Lượt người xem FFWS 2023 tụt giảm đáng kể so với các năm trước.

## Tổng kết
| Năm  | Địa điểm                        | Nhà vô địch và á quân | Nhà vô địch và á quân | Nhà vô địch và á quân | Nhà vô địch và á quân  | Hạng 3               | Nguồn  |
| Năm  | Địa điểm                        | Nhà vô địch           | Điểm                  | Điểm                  | Á quân                 | Hạng 3               | Nguồn  |
| ---- | ------------------------------- | --------------------- | --------------------- | --------------------- | ---------------------- | -------------------- | ------ |
| 2019 | Barra Olympic Park, Brazil      | Corinthians           | 132                   | 98                    | Sbornaya ChR           | ILLUMINATE Slow TwoK | [ 21 ] |
| 2020 | Online                          | EXP Esports           | 161                   | 160                   | King of Gamers club    | EVOS Divine          | [ 22 ] |
| 2020 | Online                          | Sbornaya ChR          | 158                   | 124                   | Silence                | Stay Away            | [ 23 ] |
| 2020 | Online                          | Team Liquid           | 151                   | 151                   | Santos eSports         | SS Esports           | [ 24 ] |
| 2021 | Marina Bay Sands, Singapore     | Phoenix Force         | 113                   | 77                    | LOUD                   | Silence              | [ 25 ] |
| 2022 | Resort World Sentosa, Singapore | Attack All Around     | 92                    | 91                    | EVOS Phoenix           | Vasto Mundo          | [ 26 ] |
| 2022 | Bangkok, Thailand               | EVOS Phoenix          | 117                   | 114                   | Vivo KEYD              | Nigma Galaxy         | [ 27 ] |
| 2023 | Bangkok, Thailand               | Magic Squad           | 112                   | 95                    | Buriram United Esports | CGGG                 | [ 28 ] |